# Nick King
Nicholas Demario King (Memphis, 5 agosto 1995) è un cestista statunitense.

## Palmarès
- Campionato olandese: 1

Leida: 2020-21
- T1 League: 1

New Taipei CTBC DEA: 2022-2023